# Efferia picea
Efferia picea este o specie de muște din genul Efferia, familia Asilidae, descrisă de Scarbrough și Perez-gelabert în anul 2009. Conform Catalogue of Life specia Efferia picea nu are subspecii cunoscute.